# Campamento base Patriot Hills

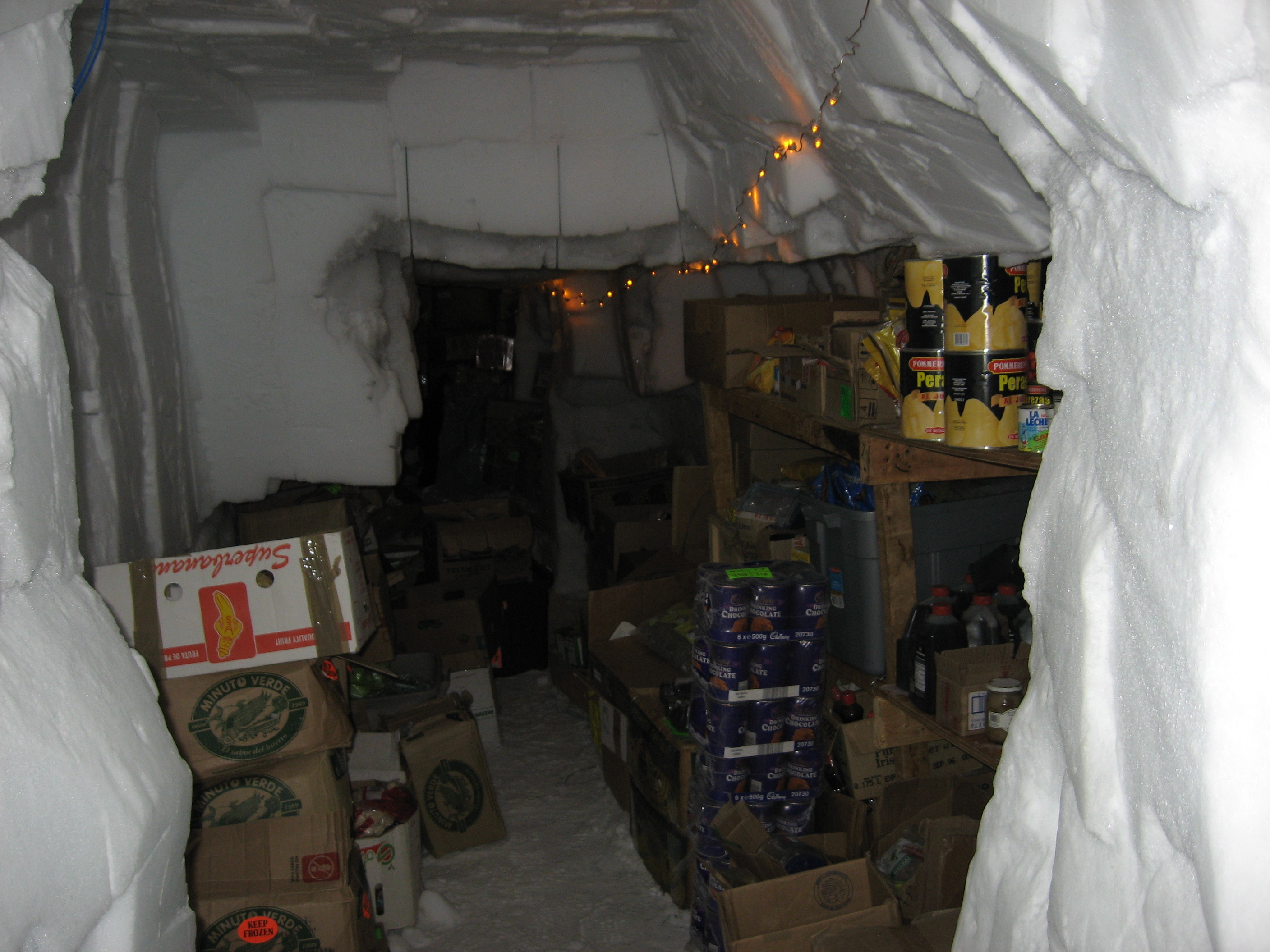
Túneles de almacenamiento debajo del campamento.

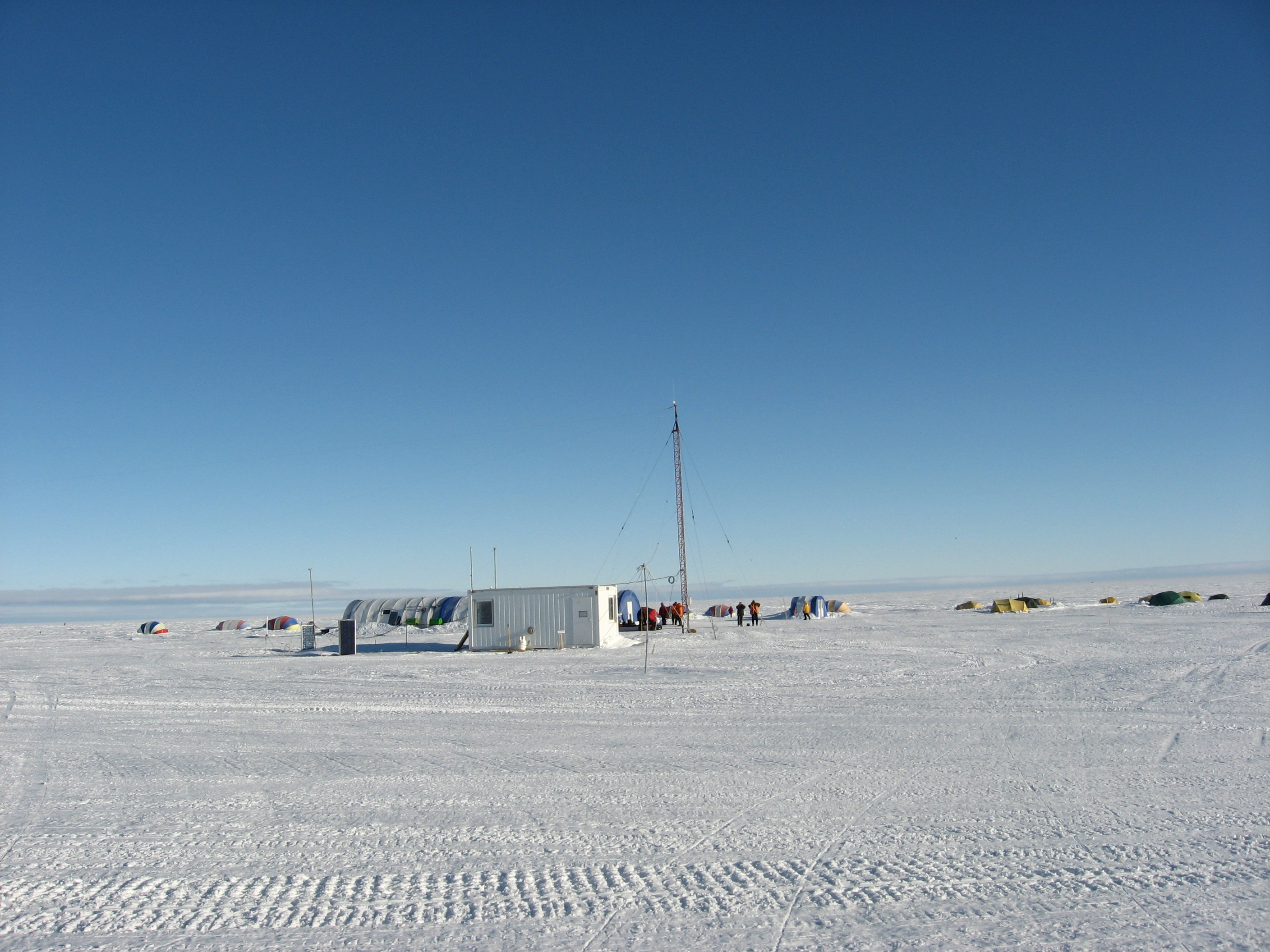
Campamento Base Patriot Hills.

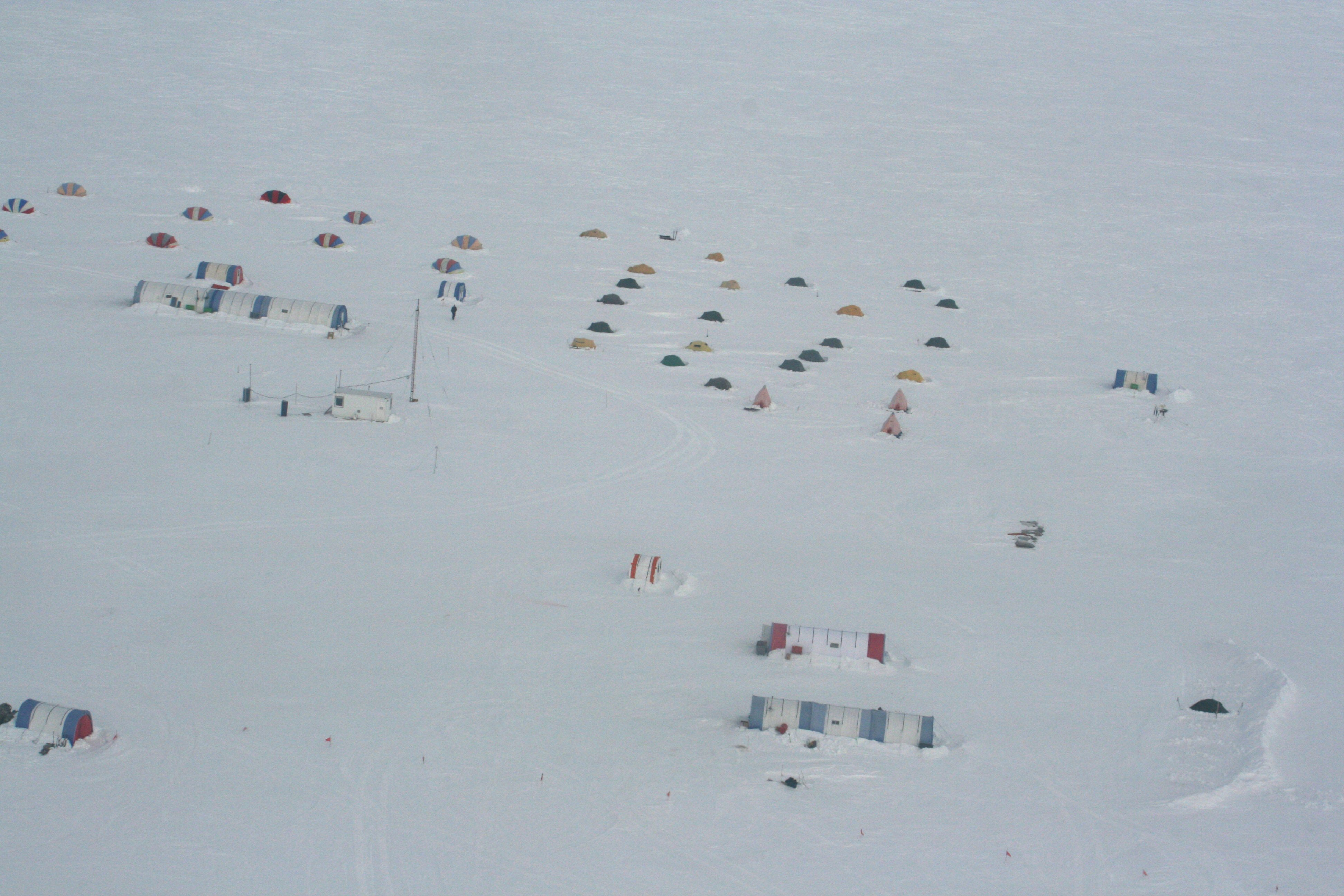
Vista aérea del campamento.

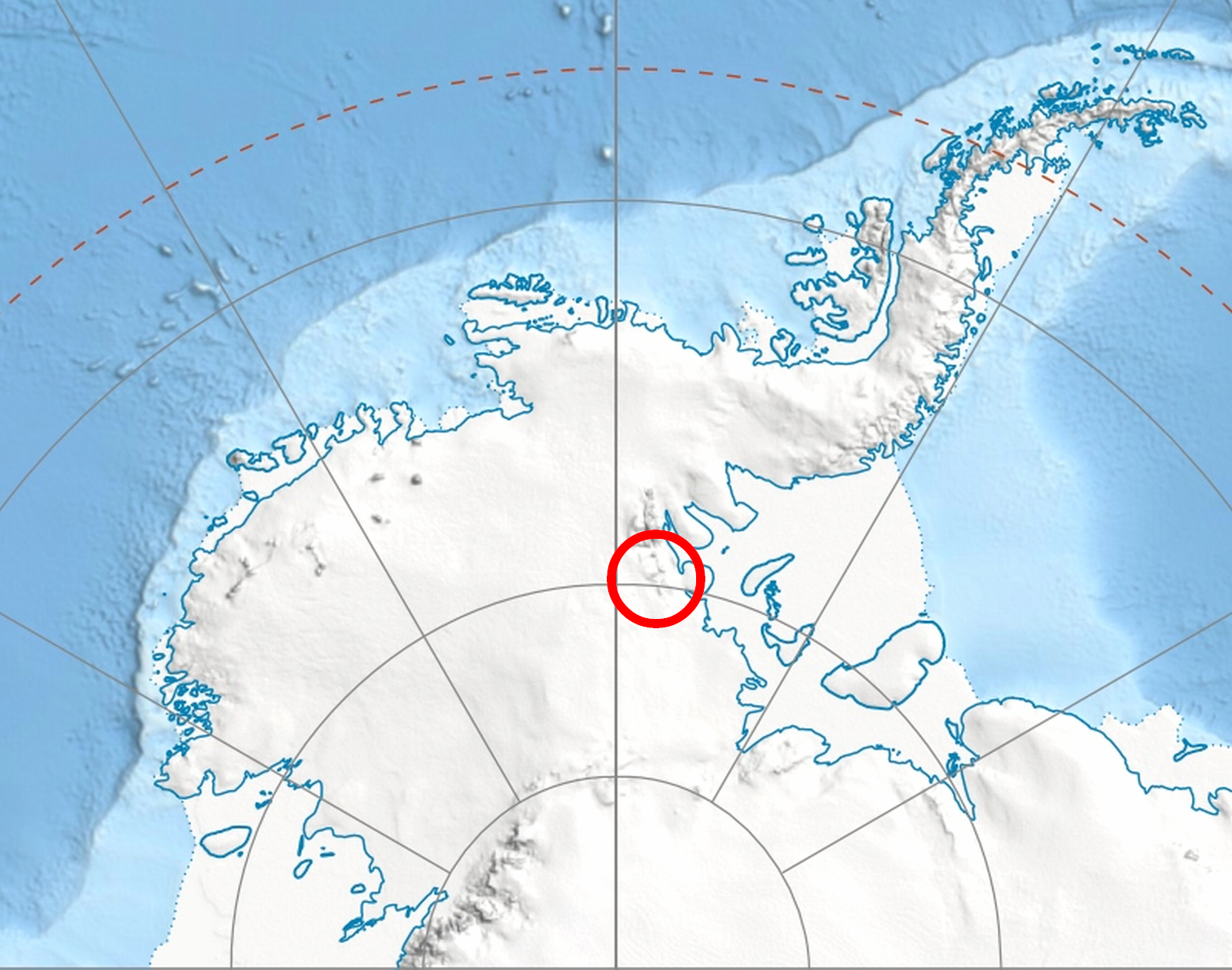
Localización del campamento.

El Campamento Base Patriot Hills (en inglés: Patriot Hills Base Camp) fue un aeródromo privado de la Antártida ocupado estacionalmente entre noviembre y enero. Se encuentra cerca de los montes Patriot de la cordillera Heritage en las montañas Ellsworth.
El campamento estaba a cargo de la empresa privada estadounidense basada en Salt Lake City Adventure Network International, luego denominada Antarctic Logistics & Expeditions LLC (ALE). Es una empresa que proporciona vuelos de apoyo logístico a los programas antárticos nacionales y otros proyectos de investigación, a expediciones y visitas al interior de la Antártida. Fue construido en 1987 y se utilizaba durante los meses de verano, de noviembre a enero. Patriot Hills fue una escala para muchos aventureros y exploradores entre Punta Arenas en Chile y el interior de la Antártida. El tiempo de vuelo desde Punta Arenas es alrededor de 4,5 horas.
En los meses de verano la temperatura sube en el lugar a -15 °C. La temperatura en los meses de invierno se estima en alrededor de -40 °C, pero hasta ahora nadie ha pasado el invierno en las montañas Ellsworth.

## Servicios
El campamento fue construido cerca de uno de los raros campos de hielo azul, que son lugares de la Antártida en donde no hay acumulación neta anual de nieve. Una pista de hielo azul fue utilizada para el despegue y aterrizaje de aviones pequeños para realizar un puente aéreo con Punta Arenas.
El corazón del campamento fue una carpa que servía como sala de estar y comedor. En la tienda de comunicaciones, utilizando los dispositivos impulsados por energía solar, había equipos de radio de alta frecuencia para mantener el contacto con Punta Arenas y con las expediciones de viaje. Los residentes del campamento fueron alojados en tiendas de campaña para dos personas.
La empresa realiza el puente aéreo con Punta Arenas por medio de un avión de carga Ilyushin 76-TD. Desde el campamento base los vuelos son realizados con aviones Twin Otter y Basler BT-67. 

## Historia
El campamento fue establecido en 1987. En la primavera antártica de 1989, Patriot Hills fue el punto de partida de la travesía continental de Reinhold Messner y Arved Fuchs que cruzó por el Polo Sur hacia la Base McMurdo. También fue el punto de partida de muchas expediciones al monte Vinson, a unos 120 kilómetros de distancia.
En la temporada estival 1992-1993 un grupo del Ejército de Chile realizó una expedición terrestre hasta Patriot Hills desde la Base Bernardo O'Higgins, ubicada 1990 kilómetros más al norte, en el extremo de la península Antártica.
Aprovechando las instalaciones y la pista aérea de Adventure Network International, el 7 de diciembre de 1999 Chile inauguró la Base Teniente Arturo Parodi Alister a 1 km del aeródromo de Patriot Hill. El noviembre de 1997 el Instituto Antártico Chileno abrió en el lugar un campamento denominado Base Antonio Huneeus Gana.
En noviembre de 2010 la compañía ALE trasladó sus operaciones al Campamento Glaciar Unión, donde abrió una nueva pista en el hielo en el glaciar Unión. La pista de Patriot Hills fue conservada como alternativa de seguridad. A fines de 2013 Chile desarmó sus instalaciones en Patriot Hills y las trasladó también al glaciar Unión para crear la Estación Polar Científica Conjunta Glaciar Unión.